# Amida jinghongiensis
Amida jinghongiensis – gatunek chrząszcza z rodziny biedronkowatych i podrodziny Coccinellinae.
Gatunek ten został opisany w 1979 roku przez Panga Xiongfeia i Mao J. jako Ortalia jinghongiensis. W 2000 roku przeniesiony został do rodzaju Amida przez Yu Guoyue.
Chrząszcz o ciele długości od 4,7 do 5,9 mm i szerokości od 3,5 do 4,4 mm. Na żółtym do żółtawobrązowego wierzchu ciała brak czarnych znaków. Spód ciała również żółty do żółtawobrązowego. Boki ciała prawie równoległe. Oczy bez wielobarwnego połysku, a odległość między nimi równa ich szerokości. Odnóża spłaszczone, o tylnych udach pośrodku zewnętrznej krawędzi kanciastych. Samiec ma łukowate krawędzie boczne szóstego sternitu odwłoka oraz dwie przydatki na wierzchołku sipho: jedną krótką, palcowatą i jedną długą, prostą, nitkowatą.
Owad znany z Junnanu w Chinach i Wietnamu.